# Azanuy-Alins
Azanuy-Alins – gmina w Hiszpanii, w prowincji Huesca, w Aragonii, o powierzchni 51,17 km². W 2011 roku gmina liczyła 174 mieszkańców.